# Гангстер, коп и дьявол
«Гангстер, коп и дьявол» (кор. 악인전 Ханча: 惡人戰 Ак-ин-джон) — южнокорейский боевик 2019 года режиссёра и сценариста Ли Вон Тхэ. В фильме снимались Ма Дон Сок, Ким Му Ёль и Ким Сон Гю.
Повествование вращается вокруг трёх персонажей: серийного убийцы, гангстера, который чуть не стал жертвой убийцы, и полицейского, который хочет арестовать убийцу. Полицейский и гангстер решают объединить усилия, чтобы поймать убийцу, но на работе сталкиваются с проблемами со стороны своих врагов. Фильм был показан в Южной Корее 15 мая 2019 года, а также был показан в разделе «Полуночные показы» на Каннском кинофестивале 2019 года, а также на Международном кинофестивале Fantasia 2019 года.

## Сюжет
В машину мужчины врезается незнакомец, который убивает его, когда он спускается, чтобы сфотографировать ущерб для получения страховки автомобиля. Чон Тхэ Сук — полицейский, который осматривает место преступления и подозревает, что это дело рук серийного убийцы, но его начальник не верит ему. Гангстер Джан Дон Су идёт домой после встречи, когда тот же убийца врезается в его машину и в конце концов пытается его убить. Завязывается жестокая драка, в результате которой оба ранены. Наконец, убийца сбегает, сбив Дон Су своей машиной. Дон Су попадает в больницу, и его приспешники предполагают, что нападение было совершено конкурирующей бандой, которую они контратакуют. Однако Дон Су считает, что убийца не был членом конкурирующей банды, поскольку его действия казались случайными и бесцельными. Тхэ Сок навещает Дон Су в больнице и просит его сотрудничать, чтобы он мог поймать убийцу для него, но Дон Су не подчиняется.
Вместо этого Дон Су приказывает своим людям найти убийцу по наброску, и им удается найти его машину и нож. В конце концов Дон Су сообщает Тхэ Соку о находке, и они решают объединиться, чтобы поймать таинственного убийцу. Дон Су соглашается предоставить рабочую силу и покрыть расходы, но при условии, что убийца принадлежит тому, кто найдет его первым. Дон Су хочет убить его из мести, а Тхэ Сок хочет арестовать его, чтобы раскрыть пять связанных дел об убийствах, а затем в конечном итоге получить повышение. Тем временем Дон Су приказывает своей правой руке, Квон О Сону, убить своего соперника Хо Сан До ножом убийцы, на котором уже есть отпечатки крови предыдущих жертв убийцы. Разъярённый Тхэ Сок вступает в драку с Дон Су, узнав, что он сделал, поскольку подтверждено, что убийство было делом рук серийного убийцы, и дело будет передано в отдел по особым расследованиям.
Дон Су посещает похороны Сан-до, где также появляется убийца, сообщающий заместителю Сан-до, что именно Дон Су на самом деле убил Сан До ножом убийцы. Когда Тхэ Сок и Дон Су проверяют машину убийцы на предмет каких-либо улик, на них нападают приспешники Сан До. Завязывается драка, в результате которой погиб правая рука Сан До. Дон Су хоронит его и очищает сцену. Теперь Тхэ Соку поручено расследовать дело о похищении, и, раскрывая его, он замечает убийцу. Начинается погоня, но убийца убегает. С помощью судебно-медицинской экспертизы Тхэ Сок обнаруживает, что убийца пропал без вести. Он сообщает об этом Дон Су и позволяет ему услышать голосовой отрывок, чтобы подтвердить, что пропавший человек является убийцей. Позже Дон Су помогает старшекласснице, отдав ей свой зонтик, и вскоре узнает, что девочка была убита, а его зонтик был найден на месте преступления. Они начинают искать убийцу и в конце концов находят его в машине. В последовавшей погоне убийце удается убить О Сона, но в конце концов его схватывает и выводит из строя Дон Су.
Дон Су забирает убийцу, чтобы пытать и убить его, но Тхэ Сок выслеживает их и врезается на своей машине в убежище, сбивая Дон Су без сознания и арестовывая убийцу. У полиции нет убедительных доказательств против убийцы Кан Кюн Хо. В крайнем случае Тхэ Сок просит Дон Су, единственного выжившего после нападения, дать показания. Одновременно Тхэ Сок угрожает выпустить запись признания Дон Су в убийстве Сан До. Во время суда над Кюн Хо прибывает Дон Су, чтобы дать показания и дать решающие показания. Дон Су успешно предсказывает наличие ножевой раны на теле Кён Хо, ранее нанесенной Дон Су во время их первой встречи. Дон Су также предоставляет вводящие в заблуждение доказательства, обвиняющие Кюн Хо в убийстве Сан До. Суд приговаривает Кён Хо к смертной казни; однако Дон Су также арестован из-за его незаконной деятельности. Тхэ Сока, наконец, повышают по службе, а Дон Су отправляют в тюрьму, где содержится Кюн Хо — условие, которое Дон Су попросил Тхэ Сока выполнить в обмен на показания, за которыми последовал его арест. Заметив Кюн Хо, Дон Су радостно попадает в тюрьму. В тюрьме, пока Кюн Хо принимает душ, ему противостоит Дон Су. С веревкой в руке и улыбкой на лице Дон Су говорит Кюн Хо, что игра окончена.

## В ролях
- Ма Дон Сок — Джан Дон Су, гангстер[7]
- Ким Му Ёль[англ.] — Джун Тхэ Сук, полицейский[8]
- Ким Сон Гю[англ.] — Кан Кюн Хо (К)[9]
- Чхве Мин Чхоль[англ.] — Квон О Сун
- Хо Дон Вон — Чхой Мун Сик
- Ю Джэ Мён[англ.] — Хо Сан До
- Ю Сын Мок — Ан Хо Бон
- О Хи Джун[англ.] — Ким Дон Чхуль
- Чха Сун Бэ — судья Верховного суда
- Ли Ын Сэм[англ.] — старшекласница

## Производство
Основная съёмка началась 31 июля 2018 г. и завершилась 18 ноября 2018 г.

## Выход
Фильм вышел в прокат в Южной Корее 15 мая 2019 года и также был показан вне конкурса в разделе «Полуночные показы» Каннского кинофестиваля в том же году.

## Ремейк
5 мая 2019 года было объявлено, что Сильвестр Сталлоне и его партнёр по Balboa Productions Брейден Афтергуд продюсируют ремейк одноимённого фильма, где Ма Дон Сок повторяет свою роль и продюсирует фильм под управлением BA Entertainment.